# Ichneumon lutescens
Ichneumon lutescens är en stekelart som beskrevs av Gmelin 1790. Ichneumon lutescens ingår i släktet Ichneumon och familjen brokparasitsteklar. Inga underarter finns listade i Catalogue of Life.